# Karine Duchochois
Karine Duchochois est une journaliste française née le 6 décembre 1977 à Calais. Elle faisait partie des quatorze accusés de l’affaire d’Outreau, où elle fut acquittée.

## Biographie
Née dans le Pas-de-Calais à Calais en 1977, Karine Duchochois s’installe en 1996 à Outreau (aussi dans le Pas-de-Calais). La même année naît son fils Anthony. Elle a en 2002 un deuxième fils Christopher.
Karine Duchochois est accusée dans l’affaire d’Outreau. Seule parmi les accusés à ne pas avoir effectué de détention provisoire, elle est acquittée en juillet 2004 lors du premier procès. Elle raconte son histoire dans un livre sorti à la fin de l’année 2004 et écrit en collaboration avec Florence Assouline (Moi, Karine innocente et cassée).
Karine Duchochois devient journaliste à France Info à partir de septembre 2007. Elle y présente une chronique régulière Le Droit d’info et des documentaires sur des faits de société ou de justice. Elle travaille pour la station jusqu’en 2015.
En février 2013, encore à France Info, Karine Duchochois devient animatrice de la chaîne Planète+ Justice où elle présente une nouvelle émission baptisée Engrenage infernal.

## Publications
- Karine Duchochois avec Florence Assouline, Moi, Karine, innocente et cassée, Plon, 2004  (ISBN 9782259201520).